# Niihama, Ehime
Niihama (新居浜市 Tân Cư Tân thị) là một thành phố thuộc tỉnh Ehime, Nhật Bản.